# Brad Friedel
Bradley Howard Friedel, poznatiji kao Brad Friedel (Lakewood, Ohio, SAD, 18. svibnja 1971.) je američki nogometni trener te bivši vratar i nacionalni reprezentativac.
U respektabilnoj karijeri branio je za Galatasaray te engleske velikane kao što su Liverpool, Aston Villa i Tottenham. U Premier ligi drži rekord o najdužoj konzistentnosti nastupanja u prvenstvu bez prekida (310 nastupa). Također, u Aston Villi drži rekord kao najstariji igrač koji je nastupio za klub. To je ostvario 1. veljače 2011. kada je u susretu protiv Manchester Uniteda branio s 39 godina i 259 dana. Time je srušen rekord Erniea Callaghana (koji je protiv Grimsby Towna bio dva dana mlađi od Friedela). Sličan rekord srušio je i u Tottenham Hotspuru kada je oboren gotovo 80 godina stari rekord kojeg je postavio Jimmy Cantrell.

## Karijera

### Klupska karijera
Rođen u Lakewoodu a odrastao u Bay Villageu, Friedel se bavio nekolicinom sportova uključujući nogomet, košarku i tenis te je bio podjednako uspješan u svima. U konačnici je odabrao nogomet a počeo je igrati na poziciji napadača prije nego što je postao golman. Branio je za kalifornijsko sveučilište UCLA te je bio nagrađivan kao najbolji vratar. Studij je napustio prijevremeno kako bi se posvetio profesionalnoj karijeri. Tada je trebao potpisati za Nottingham Forest kojeg je vodio legendarni Brian Clough ali njegov dolazak nije realiziran zbog radne dozvole. Budući da je profesionalni nogomet (soccer) u Americi tada još bio u povojima, preostali su mu samo nastupi za reprezentaciju. U Newcastle doveo ga je Kevin Keegan ali ponovo je radna dozvola bila prepreka za nastup u Engleskoj.
Nakon trećeg neuspjeha kod Sunderlanda, Brad Friedel je trenirao kod irskog St Patrick'sa a njegov agent omogućio mu je transfer u turski Galatasaray. Ondje je proveo jednu sezonu, osvojio kup te se vratio u domovinu gdje je sezonu 1996./97. proveo branivši za Columbus Crew.
Konačno, Amerikanac je iz četvrtog pokušaja uspio dobiti radnu dozvolu te priliku da brani u Premier ligi. Naime, u svoje redove doveo ga je Liverpool u transferu vrijednom 1,7 milijuna GBP a radna dozvola mu je omogućena 23. prosinca 1997. Debi za novi klub imao je krajem veljače sljedeće godine u susretu protiv Aston Ville, međutim u tri sezone nastupanja za klub skupio je svega dvadesetak prvenstvenih nastupa. Razlog tome je što su prioritet imali David James i Sander Westerveld.
Kao slobodni igrač, Friedel u studenom 2000. dolazi u Blackburn Rovers nakon što mu je osigurana radna dozvola. U osam godina branjenja za klub, američki vratar je s klubom 2002. osvojio Liga kup protiv Tottenhama gdje je proglašen igračem utakmice. Tijekom karijere u klubu, Friedel je postao drugi golman Premier lige (nakon Danca Schmneichela) koji je zabio prvenstveni pogodak.
25. srpnja 2008. kupuje ga Aston Villa koja s njime potpisuje trogodišnji ugovor. Istekom postojećeg ugovora, Friedel prelazi u londonski Tottenham. Iako mu je na vratima konkurirao francuski internacionalac Hugo Lloris, Amerikanac se uspio izboriti za mjesto u prvoj momčadi. Također, bio je i svojevrsni ambasador kluba u SAD-u. Sredinom svibnja 2015. najavio je igračko umirovljenje završetkom postojeće karijere.

### Reprezentativna karijera
Friedel je za reprezentaciju SAD-a debitirao 1992. godine u susretu protiv Kanade u kojem nije primio pogodak. Tijekom 13 godina, sa SAD-om je nastupio na tri svjetska prvenstva dok je startnu jedinicu naslijedio od Tonyja Meole. Među najveće uspjehe spadaju dva finala na CONCACAF Gold Cupu (1993. i 1998.) te treće mjesto na Kupu konfederacija 1999. Također, Friedel je trenutno četvrti američki reprezentativni golman po broju nastupa za nacionalnu selekciju.

### Trenerska karijera
Završetkom igračke karijere, Friedel se posvetio trenerskom poslu vodeći američku U19 reprezentaciju. Nakon godine dana preuzeo je MLS momčad New England Revolution čiji je i danas trener.

## Osvojeni trofeji

### Klupski trofeji
| Klub             | Trofej     | Sezona / godina |
| Turska           | Turska     | Turska          |
| ---------------- | ---------- | --------------- |
| Galatasaray      | Turski kup | 1996.           |
| Engleska         |            |                 |
| Blackburn Rovers | Liga kup   | 2002.           |

### Reprezentativni trofeji
| Turnir            | Trofej | Godina |
| ----------------- | ------ | ------ |
| CONCACAF Gold Cup | Srebro | 1993.  |
| CONCACAF Gold Cup | Srebro | 1998.  |
| Kup konfederacija | Bronca | 1998.  |

## Vanjske poveznice
- Soccerbase.com